# طبق عادت همیشگی
فیلم کوتاه داستانی طبق عادت همیشگی در سال ۱۳۹۴ در تهران ساخته شد.
این فیلم بیستمین ساخته کوتاه محمد حمزه‌ای از فیلمسازان حوزه فیلم کوتاه است.

## خلاصه فیلم
این فیلم کوتاه داستان پسربچه ای به نام پرهام را روایت می‌کند که می‌خواهد یک روز را با مادر و مادربزرگ خود بگذراند اما آنها هرکدام دغدغه‌ها و روزمرگی خاص خود را دارند.

## بازیگران
- ستاره اسکندری
- مریم بوبانی
- عرفان برزین

## عوامل
- مدیر فیلمبرداری: مسعود سلامی
- فیلمنامه: پیام کرمی
- طراح صحنه و لباس: غزاله معتمد
- صدابردار: مهدی ابراهیم‌زاده، حمید محمودی
- صداگذاری و میکس: علیرضا علویان
- تدوین: عماد خدابخش
- طراح گریم: ایمان امیدواری
- عکس: مهدی دل خواسته
- دستیار کارگردان و برنامه‌ریز: علی جودی
- تصحیح رنگ و نور: سامان مجد وفائی
- دستیار کارگردان: حسین ایرجی
- مدیر تولید: محمد یمینی
- تهیه‌کننده: محمد حمزه‌ای و مرکز گسترش سینمای مستند و تجربی

## جوایز
- برنده تندیس بهترین فیلم کوتاه از چهل و پنجمین جشنواره بین الملی فیلم رشد
- برنده تندیس زرین بهترین فیلم کوتاه از دومین جشنواره فیلم سلامت